# Perclorato di sodio
Il perclorato di sodio è il sale di sodio dell'acido perclorico avente formula NaClO4. 
A temperatura ambiente si presenta come un solido cristallino incolore ed inodore. 
Si tratta di un composto nocivo.